# Демократична партія боротьби Індонезії

Логотип партії

Демократична партія Індонезії (що бореться) або Індонезійська демократична партія боротьби (індонез. Partai Demokrasi Indonesia Perjuangan) — політична партія в Індонезії. Партія дотримується ідеології Панча Сила

## Історія
У 1996 році, в результаті затяжної внутрішньопартійної кризи, Демократична партія Індонезії — ДПІ, колись одна з трьох «офіційних» партій «Нового порядку», розкололася на дві фракції, одну з яких очолив підтримуваний урядом колишній голова партії Сур'яді, іншу, не визнану тодішнім режимом Сухарто, — майбутня президент Мегаваті Сукарнопутрі.
На останніх для режиму «Нового порядку» виборах 1997 більшість прихильників офіційно невизнаної фракції Мегаваті віддало голоси за Об'єднану партію розвитку, в результаті чого ДПІ недоотримала майже 12 % голосів і позбулася 45 парламентських місць.
Згодом Мегаваті розмежуватися з ДПІ, перетворивши свою фракцію в 1999 році в Демократичну партію боротьби, яка в тому ж році завоювала 33,7 % голосів на чергових виборах до парламенту, де їй дісталося 133 місця з 462. Сама ж Мегаваті в 1999 році отримала посаду віце-президента (при президенті Абдуррахмані Вахіді), а на позачерговому спеціальному засіданні НКК в липні 2001 була приведена до присяги як президент Індонезії замість Вахіду, відправленому в порядку імпічменту у відставку.
З початком президентства Мегаваті, відбувається розкол у самій ДПБ, яку в числі інших членів, розчарованих в жорстких методах партійного керівництва, залишають молодші сестри президента, Сукмаваті і Рахмаваті, що сформували в 2002 році свої власні партії — відповідно Національну партію Індонезії - Мархаенізм (індонез. Partai Nasional Indonesia Marhaenisme), засновану на філософсько-ідеологічних навчаннях Сукарно і Партію першопрохідців (індонез. Partai Pelopor), надалі що не набрали достатньої для отримання депутатських мандатів кількості голосів на виборах 2009 року.
Для передвиборчих виступів незмінного лідера та голови ДПБ з 1998 року Мегаваті Сукарнопутрі характерний акцент на проведення націоналістичної політики та жорсткої лінії у відносинах з іноземними інвесторами, особливо при укладанні нових контрактів з розробниками національних природних ресурсів.
Мегаваті в категоричній формі виступає проти коаліції з правлячою партією, наполягаючи на опозиційному статусі своєї партії. За словами беззмінного лідера ДПБ, уряд повинен сконцентрувати основні зусилля на соціально-економічних проблемах суспільства, які потребують невідкладного вирішення, замість того, щоб розтрачувати енергію на нарощування і зміцнення правлячої коаліції.

## Концепція
У своїй політичній програмі ДПБ заявляє про рішучість діяти як «знаряддя боротьби народу» Індонезії за побудову «вільного, незалежного, згуртованого, демократичного, справедливого, процвітаючого, цивілізованого і заснованого на вірі в бога» суспільства відповідно до принципів, позначеними в преамбулі Основного закону країни. Для досягнення цих цілей партія висловлює готовність вести Індонезію по шляху «незалежності в політичних питаннях, самостійності у сфері економіки та самобутності в галузі культури».
У відповідь на часті докори на адресу партії в надмірній секулярності в березні 2007 року було сформовано мусульманське крило ДБП — «Будинок мусульман» (індонез. Baitul Muslimin), яке мало змінити специфічний світський імідж партії і істотно розширити її електорат за рахунок відповідної категорії прихильників. У 2008 крило очолив чоловік Мегаваті, головуючий в НКК Тофік Кемас, який висловлював невдоволення несправедливо навішують своєї організації ярликами «немусульманської» партії, підтримуваної лише «вуличними горлопанами», християнами і комуністами.
На президентських виборах 2014, член партії отримав перемогу. Інавгурація має відбутися у жовтні 2014.

## Ресурси Інтернету
- (індонез.) 1999 Legislative Elections Profile [Архівовано 4 лютого 2020 у Wayback Machine.]
- (індонез.) Article on Megawati/Hasyim